# Storie di whisky andati
Storie di whisky andati è il sesto album di Sergio Caputo, autoprodotte dal cantautore e pubblicato nel 1988 dalla CGD.

## Descrizione
Senza dimenticare la sua passione per il jazz, questo lavoro si affastella di suoni genuinamente pop, anche grazie alla collaborazione con Sergio Conforti degli Elio e le Storie Tese. I testi, sempre fedeli alla vena onirica-ironica del cantautore, affondano le radici nel vissuto di un ipotetico viveur, con analogie ricavabili dai primi due album, accantonate nei seguenti due, e qui con diverse fughe verso una realtà immaginaria, come testimoniato in parte dalla canzone di apertura, che ne funge semmai da traghettatore (la sbronza alcolica che trasfigura la realtà).
Se Movin' Away è una cartolina più neutra sui ricordi, ecco che Anche i detective piangono rievoca gesta in stile poliziesco, mentre Vieni a salvare mia anima racconta di una sorta di Lampada di Aladino in sembianze femminili, e Bingo torna giù invece emigra verso un futuro fantascientifico. Più intimista la seconda parte (che corrispondeva al lato B di un disco), dove i sogni sembrano cedere il passo a una realtà amara e a tratti deprimente, inclusa Quando un amore va... che può essere intesa come una delle poche canzoni d'amore di Caputo secondo il senso comune del termine. Il brano finale, dal titolo emblematico, tuttavia ripropone, attraverso una presenza femminile, un passato da sogno che sembra ritornare, ma forse è anch'esso un'illusione.

## Tracce
1. Non bevo più tequila
2. Movin' Away
3. Anche i detective piangono
4. Vieni a salvare la mia anima
5. Bingo torna giù
6. Oh! Mama della jungla blu
7. Quando un amore va...
8. Maccheroni amari
9. Ai confini della realtà

## Formazione
- Sergio Caputo – voce, chitarra acustica, tastiera, pianoforte, batteria elettronica
- Peter Weihe – chitarra acustica, chitarra elettrica
- Franco Cristaldi – basso
- Sergio Conforti – tastiera, batteria elettronica, pianoforte
- Giancarlo Porro – sax
- Nadia Biondini – cori